# Liste des wilayas d'Algérie

Carte des wilayas d'Algérie.

L'Algérie est divisée, depuis décembre 2019, en 58 collectivités territoriales appelées wilayas,, elles-mêmes subdivisées en daïras, au nombre de 548.

## Liste des wilayas actuelles d'Algérie
La loi no 19-12 du 11 décembre 2019, relative à l'organisation territoriale, découpe le pays en 58 wilayas, 44 wilayas déléguées et 1 541 communes,. Elle modifie et complète l’organisation territoriale antérieure de la loi no 84-09 du 4 février 1984, qui fixait à 48 le nombre de wilayas. Par décision du Président de la République  prise le 21 février 2021, 10 wilayas déléguées sont devenues des wilayas de plein exercice.
Le tableau suivant donne la liste des wilayas en précisant, pour chaque wilaya, son code numérique, son nom (toujours le nom de la ville chef-lieu de la wilaya), le nombre de daïras (subdivision administrative de la wilaya), le nombre de communes, sa superficie, ainsi que sa population.
| Code | Wilaya | Carte | Nombre de daïras | Nombre de communes | Superficie (km2) | Population(2008) | Densité (hab./km2)(2008) |
| ---- | --- | ----- | ---------------- | ------------------ | ---------------- | ---------------- | ------------------------ |
| 01   | Wilaya d'Adrar * |       | 6                | 16                 | +242 000,        | +0399 714,       | 0,94                     |
| 02   | Wilaya de Chlef |       | 13               | 35                 | +004 795,        | +1 002 088,      | 209                      |
| 03   | Wilaya de Laghouat |       | 10               | 24                 | +025 057,        | +0455 602,       | 18                       |
| 04   | Wilaya d'Oum El Bouaghi |       | 12               | 29                 | 7 638            | +0621 612,       | 81                       |
| 05   | Wilaya de Batna |       | 21               | 61                 | 12 192           | +1 119 791,      | 92                       |
| 06   | Wilaya de Béjaïa |       | 19               | 52                 | +003 268,        | +0912 577,       | 279                      |
| 07   | Wilaya de Biskra * |       | 10               | 27                 | +020 986,        | +0721 356,       | 34                       |
| 08   | Wilaya de Béchar * |       | 6                | 11                 | +162 200,        | +0270 061,       | 1,7                      |
| 09   | Wilaya de Blida |       | 10               | 25                 | +001 575,        | +1 002 937,      | 591                      |
| 10   | Wilaya de Bouira |       | 12               | 45                 | +004 439,        | +0695 583,       | 157                      |
| 11   | Wilaya de Tamanrasset * |       | 3                | 5                  | +556 185,        | +0176 637,       | 0,32                     |
| 12   | Wilaya de Tébessa |       | 12               | 28                 | +014 227,        | +0648 703,       | 46                       |
| 13   | Wilaya de Tlemcen |       | 21               | 53                 | +009 061,        | +0949 135,       | 105                      |
| 14   | Wilaya de Tiaret |       | 14               | 42                 | +020 673,        | +0846 823,       | 41                       |
| 15   | Wilaya de Tizi Ouzou |       | 21               | 67                 | +002 956,        | +1 127 608,      | 316                      |
| 16   | Wilaya d'Alger |       | 13               | 57                 | +001 190,        | +2 988 145,      | 2 511                    |
| 17   | Wilaya de Djelfa |       | 12               | 36                 | +066 415,        | +1 092 184,      | 46                       |
| 18   | Wilaya de Jijel |       | 11               | 28                 | +002 577,        | +0636 948,       | 247                      |
| 19   | Wilaya de Sétif |       | 20               | 60                 | +006 504,        | +1 489 979,      | 229                      |
| 20   | Wilaya de Saïda |       | 6                | 16                 | +006 764,        | +0330 641,       | 49                       |
| 21   | Wilaya de Skikda |       | 13               | 38                 | +004 026,        | +0898 680,       | 223                      |
| 22   | Wilaya de Sidi Bel Abbès |       | 15               | 52                 | +009 096,        | +0604 744,       | 66                       |
| 23   | Wilaya d'Annaba |       | 6                | 12                 | +001 439,        | +0609 499,       | 424                      |
| 24   | Wilaya de Guelma |       | 10               | 34                 | +004 101,        | +0482 430,       | 118                      |
| 25   | Wilaya de Constantine |       | 7,               | 12                 | +002 187,        | +0938 475,       | 427                      |
| 26   | Wilaya de Médéa |       | 19               | 64                 | +008 866,        | +0819 932,       | 92                       |
| 27   | Wilaya de Mostaganem |       | 10               | 32                 | +002 175,        | +0737 118,       | 325                      |
| 28   | Wilaya de M'Sila |       | 15               | 47                 | +018 718,        | +0990 591,       | 53                       |
| 29   | Wilaya de Mascara |       | 16               | 47                 | +005 941,        | +0784 073,       | 132                      |
| 30   | Wilaya de Ouargla * |       | 5                | 8                  | +211 980,        | +0558 558,       | 2,6                      |
| 31   | Wilaya d'Oran |       | 9                | 26                 | +002 121,        | +1 584 607,      | 688                      |
| 32   | Wilaya d'El Bayadh |       | 8                | 22                 | +078 870,        | +0228 624,       | 3,2                      |
| 33   | Wilaya d'Illizi * |       | 4                | 4                  | +285 000,        | +0052 333,       | 0,18                     |
| 34   | Wilaya de Bordj Bou Arreridj |       | 10               | 34                 | +004 115,        | +0628 475,       | 160                      |
| 35   | Wilaya de Boumerdès |       | 9                | 32                 | +001 356,        | +0802 083,       | 504                      |
| 36   | Wilaya d'El Tarf |       | 7                | 24                 | +003 339,        | +0408 414,       | 122                      |
| 37   | Wilaya de Tindouf |       | 1                | 2                  | +159 000,        | +0049 149,       | 0,31                     |
| 38   | Wilaya de Tissemsilt |       | 8                | 22                 | +003 152,        | +0294 476,       | 93                       |
| 39   | Wilaya d'El Oued * |       | 10               | 22                 | +054 573,        | +0647 548,       | 12                       |
| 40   | Wilaya de Khenchela |       | 8                | 21                 | +009 811,        | +0386 683,       | 40                       |
| 41   | Wilaya de Souk Ahras |       | 10               | 26                 | +004 541,        | +0438 127,       | 95                       |
| 42   | Wilaya de Tipaza |       | 10               | 28                 | +001 605,        | +0591 010,       | 273                      |
| 43   | Wilaya de Mila |       | 13               | 32                 | +003 407,        | +0766 886,       | 220                      |
| 44   | Wilaya d'Aïn Defla |       | 14               | 36                 | +004 891,        | +0766 013,       | 156                      |
| 45   | Wilaya de Naâma |       | 7                | 12                 | +029 950,        | +0192 891,       | 6,5                      |
| 46   | Wilaya d'Aïn Témouchent |       | 8                | 28                 | +002 379,        | +0371 239,       | 156                      |
| 47   | Wilaya de Ghardaïa * |       | 8                | 10                 | +086 105,        | +0363 598,       | 4,2                      |
| 48   | Wilaya de Relizane |       | 13               | 38                 | +004 870,        | +0726 180,       | 152                      |
| 49   | Wilaya de Timimoun * * |       | 4                | 10                 | 65 203           | +0122 019,       | 1,87                     |
| 50   | Wilaya de Bordj Badji Mokhtar * * |       | 1                | 2                  | 120 026          | +0016 437,       | 0,13                     |
| 51   | Wilaya d'Ouled Djellal * * |       | 2                | 6                  | 11 410           | +0174 219,       | 15,26                    |
| 52   | Wilaya de Béni Abbès * * |       | 6                | 10                 | 101 350          | +0050 163,       | 0,49                     |
| 53   | Wilaya d'In Salah * * |       | 2                | 3                  | 131 220          | +0050 392,       | 0,38                     |
| 54   | Wilaya d'In Guezzam * * |       | 2                | 2                  | 88 126           | +0011 202,       | 0,12                     |
| 55   | Wilaya de Touggourt * * |       | 5                | 13                 | 17 428           | +0247 221,       | 14,18                    |
| 56   | Wilaya de Djanet * * |       | 1                | 2                  | 86 185           | +0017 618,       | 0,2                      |
| 57   | Wilaya d'El M'Ghair * * |       | 2                | 8                  | 8 835            | +0162 267,       | 18,36                    |
| 58   | Wilaya d'El Meniaa * * |       | 1                | 3                  | 62 215           | +0057 276,       | 0,92                     |
|      | Total |       | 550              | 1541               | +2 375 161,      | +34 080 030,     | 14                       |
|      | * : Wilayas avant leurs réorganisations annoncées en 2019. * * : Wilayas issues du nouveau découpage annoncé de 2019 et officialisé en 2021. |       |                  |                    |                  |                  |                          |

## Caractéristiques des wilayas actuelles d'Algérie
Les caractéristiques des wilayas algériennes sont très disparates les unes comparées aux autres. Cela est dû à l’histoire du pays, à sa géographie et à sa démographie. Ainsi, on peut noter de grandes différences parmi les cinquante-huit wilayas en termes de superficies, du nombre de communes ou de daïras et de population.

### Superficies
Les trois wilayas du Sahara algérien ont les plus grandes superficies : 
- la wilaya de Tamanrasset no 11 : 556 185 km2 (superficie supérieure à celle de la France métropolitaine: 543 965 km2) ;
- la wilaya d'Adrar no 1 : 439 700 km2 ;
- la wilaya d'Illizi no 33 : 285 000 km2.

La superficie cumulée de ces trois wilayas représente plus de la moitié de la superficie totale de l'Algérie (2 381 741 km2).
Les wilayas ayant les plus faibles superficies se trouvent au nord du pays et sont des willayas côtières : 
- la wilaya d'Alger no 16 : 1 190 km2 ;
- la wilaya de Boumerdès no 35 : 1 356 km2 ;
- la wilaya d'Annaba no 23 : 1 439 km2.

### Répartition des daïras et des communes
C'est au sud aussi que l'on trouve les wilayas ayant le plus petit nombre de daïras ou de communes : 
- Wilaya de Tindouf no 37 : 1 daïra, 2 communes ;
- Wilaya d'Illizi no 33 : 3 daïras, 6 communes ;
- Wilaya de Tamanrasset no 11 : 3 daïras, 5 communes.

Cependant, la wilaya d'Annaba no 23 fait figure d'exception car, quoi que située au nord-est du pays, elle n'a que 6 daïras et 12 communes.
Les wilayas ayant le plus grand nombre de daïras ou de communes se situent au nord du pays : 
- Wilaya de Tizi-Ouzou no 15 : 21 daïras, 67 communes ;
- Wilaya de Médéa no 26 : 19 daïras, 64 communes ;
- Wilaya de Batna no 5 : 22 daïras, 61 communes ;

### Répartition de la population
La wilaya d'Alger no 16, wilaya de la capitale algérienne, est la wilaya qui compte le plus grand nombre d’habitants : 2 988 145. Selon le recensement de 2008, sept autres wilayas ont une population supérieure au million d’habitants :
- Wilaya de Sétif no 19 : 1 489 979 hab. ;
- Wilaya d'Oran no 31 : 1 454 078 hab. ;
- Wilaya de Tizi Ouzou no 15 : 1 127 607 hab. ;
- Wilaya de Batna no 5 : 1 119 791 hab.
- Wilaya de Djelfa no 7 : 1 092 184 hab. ;
- Wilaya de Blida no 9 : 1 002 937 hab. ;
- Wilaya de Chlef no 2 : 1 002 088 hab.

Les deux wilayas comptant le plus faible nombre d’habitants sont deux wilayas du Sahara algérien, qui sont aussi celles qui comptent le plus petit nombre de communes :
- Wilaya de Tindouf no 37 : 49 149 hab. (2 communes).
- Wilaya d'Illizi no 33 : 52 333 hab. (6 communes).

## Histoire

### Wilayas pendant la Révolution algérienne
Pendant la guerre d'indépendance algérienne, le FLN adopte un système d'organisation composé de 6 wilayas.

### Liste des 15 départements puis wilayas entre 1962 et 1974

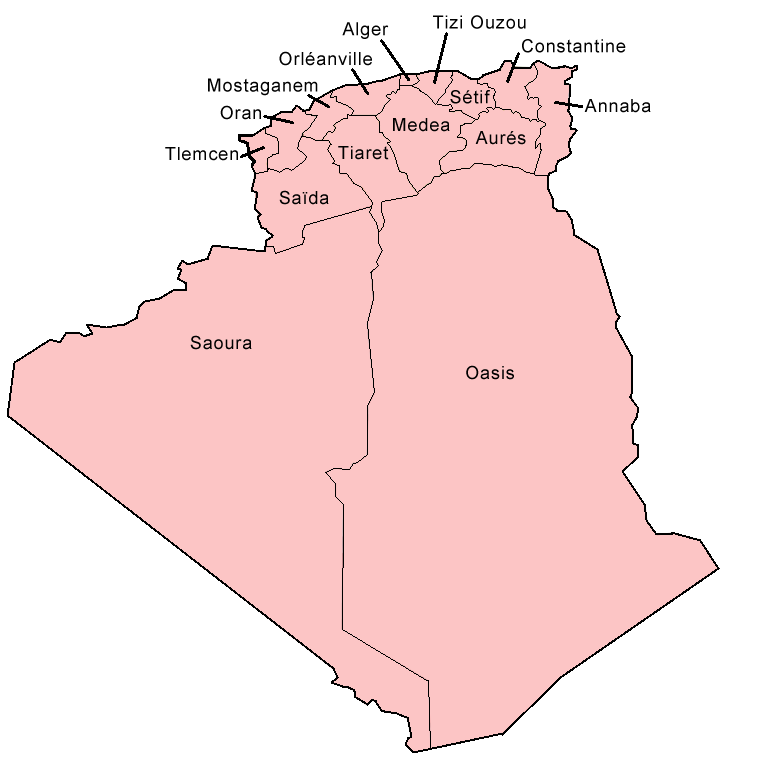
Carte de l’Algérie situant les 15 départements (de 1962 à 1968) puis wilayas (de 1968 à 1974).

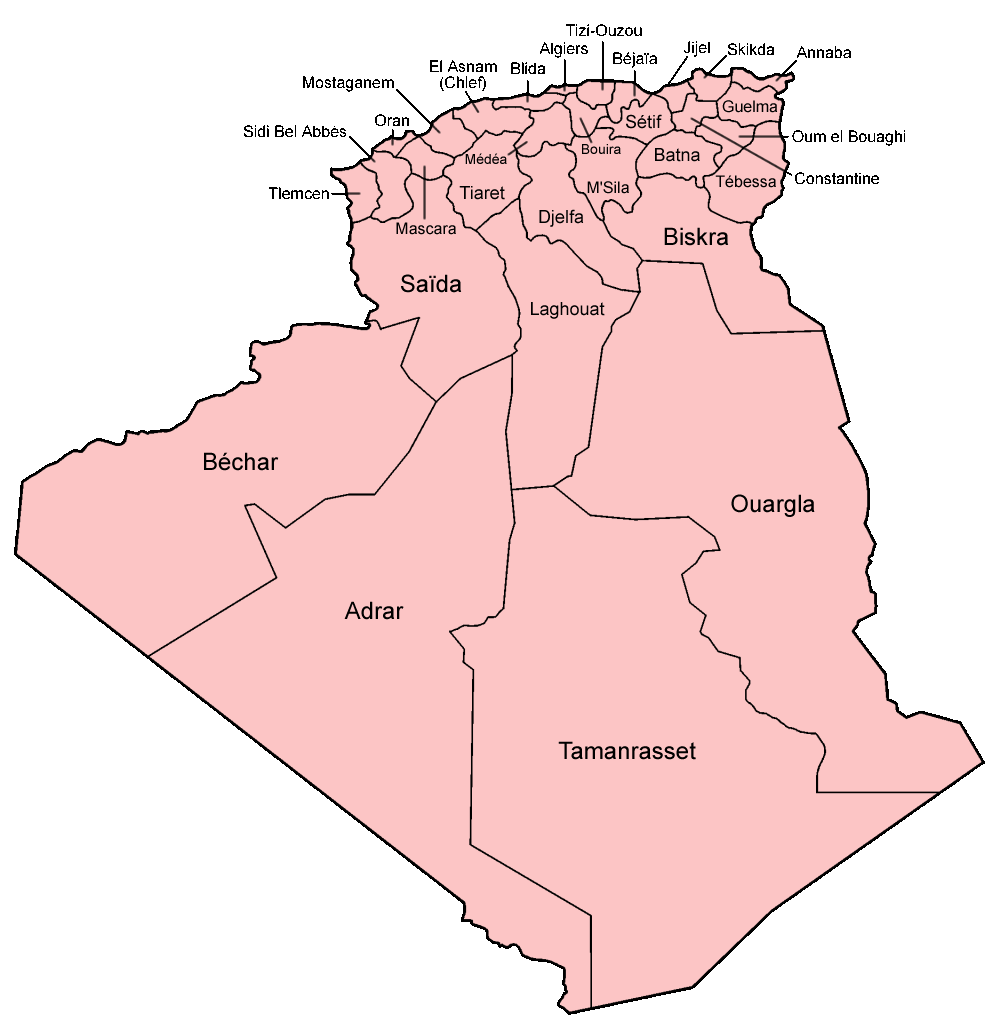
Carte des wilayas algériennes selon le découpage en vigueur de 1974 à 1984.

- À l’indépendance du pays en 1962, les 15 anciens départements de l’Algérie française sont conservés, ils sont renommés wilayas par ordonnance en 1968.
- Les départements algériens gardent temporairement l’ancienne numération française à un chiffre et une lettre, mais rapidement les départements seront caractérisés par une lettre unique dès 1963[13] ; ils seront numérotés à nouveau en 1973 juste avant le redécoupage territorial suivant[14].
- L’ancien département de Médéa (durant l’Algérie française) est nommé département de Titteri en 1962, avant de retrouver son nom en tant que wilaya en 1968.
- De même l’ancien département d’Orléansville est nommé département du Chelif (d'après le nom du fleuve) en 1962, avant d’être renommé wilaya d’El-Asnam en 1968 (ce n’est qu’après le tremblement de terre de 1980 qu’il prendra le nom actuel de wilaya de Chlef).

| Code (1962-1963) | Nom du département (1962-1968)                                                      | Lettre (1963-1973) | Nom de la wilaya (1968-1974) | Numéro (1973-1974) | Chef-lieu                   |
| ---------------- | ----------------------------------------------------------------------------------- | ------------------ | ---------------------------- | ------------------ | --------------------------- |
| 8A               | Département des Oasis                                                               | G                  | Wilaya des Oasis             | 08                 | Ouargla, puis Laghouat      |
| 8B               | Département de la Saoura                                                            | L                  | Wilaya de la Saoura          | 11                 | Béchar                      |
| 9A               | Département d’Alger                                                                 | A                  | Wilaya d’Alger               | 01                 | Alger                       |
| 9B               | Département de Batna, puis Département des Aurés                                    | B                  | Wilaya des Aurés             | 03                 | Batna                       |
| 9C               | Département de Bône, puis Département d’Annaba                                      | C                  | Wilaya d’Annaba              | 02                 | Annaba                      |
| 9D               | Département de Constantine                                                          | D                  | Wilaya de Constantine        | 04                 | Constantine                 |
| 9E               | Département de Médéa, puis Département du Titteri                                   | E                  | Wilaya de Médéa              | 06                 | Médéa                       |
| 9F               | Département de Mostaganem                                                           | F                  | Wilaya de Mostaganem         | 07                 | Mostaganem                  |
| 9G               | Département d’Oran                                                                  | H                  | Wilaya d’Oran                | 09                 | Oran                        |
| 9H               | Département d’Orléansville, puis Département du Chelif, puis Département d’El-Asnam | J                  | Wilaya d’El Asnam            | 05                 | Orléansville, puis El-Asnam |
| 9 J              | Département de Sétif                                                                | M                  | Wilaya de Sétif              | 12                 | Sétif                       |
| 9K               | Département de Tiaret                                                               | R                  | Wilaya de Tiaret             | 13                 | Tiaret                      |
| 9L               | Département de Tizi Ouzou                                                           | S                  | Wilaya de Tizi Ouzou         | 14                 | Tizi Ouzou                  |
| 9M               | Département de Tlemcen                                                              | T                  | Wilaya de Tlemcen            | 15                 | Tlemcen                     |
| 9R               | Département de Saïda                                                                | K                  | Wilaya de Saïda              | 10                 | Saïda                       |

### Liste des 31 wilayas d'Algérie de 1974 à 1983
Le premier redécoupage territorial après l'indépendance a lieu le 2 juillet 1974. Le nombre de wilayas passe de quinze à trente-et-un.
- Wilaya d'Adrar
- Wilaya d'Alger
- Wilaya d'Annaba
- Wilaya de Batna
- Wilaya de Béchar
- Wilaya de Béjaïa
- Wilaya de Biskra
- Wilaya de Blida
- Wilaya de Bouira
- Wilaya d'El Asnam, puis Wilaya de Chlef (en 1980)
- Wilaya de Constantine
- Wilaya de Djelfa
- Wilaya de Guelma
- Wilaya de Jijel
- Wilaya de Laghouat
- Wilaya de Mascara
- Wilaya de Médéa
- Wilaya de Mostaganem
- Wilaya de M'Sila
- Wilaya d'Oran
- Wilaya de Ouargla
- Wilaya d'Oum El Bouaghi
- Wilaya de Saida
- Wilaya de Sétif
- Wilaya de Sidi Bel Abbès
- Wilaya de Skikda
- Wilaya de Tamanrasset
- Wilaya de Tébessa
- Wilaya de Tiaret
- Wilaya de Tizi Ouzou
- Wilaya de Tlemcen

### Liste des 48 wilayas d'Algérie de 1984 à 2019

Wilayas d'Algérie (de 1984 à 2019)

La loi no 84-09 du 4 février 1984, relative à l’organisation territoriale du pays, a fixé à 48 le nombre de wilayas ainsi que la liste des communes qui sont rattachées à chacune d'entre elles.
Le tableau suivant donne la liste des wilayas en précisant, pour chaque wilaya, son code numérique, son nom (qui est toujours le nom de la ville chef-lieu de la wilaya), le nombre de daïras (qui est la subdivision administrative de la wilaya), le nombre de communes, sa superficie, ainsi que sa population.
| Code  | Wilaya                       | Nombre de daïras | Nombre de communes | Superficie km2 | Population (1966) | Population (1977) | Population (2008) | Densité (hab./km²) (2008) |
| ----- | ---------------------------- | ---------------- | ------------------ | -------------- | ----------------- | ----------------- | ----------------- | ------------------------- |
| 01    | Wilaya d'Adrar               | 11               | 28                 | +439 700,      | +0106 527,        | +0137 491,        | +0399 714,        | 0,94                      |
| 02    | Wilaya de Chlef              | 13               | 35                 | +004 795,      | +0339 161,        | +0492 807,        | +1 002 088,       | 209                       |
| 03    | Wilaya de Laghouat           | 10               | 24                 | +025 057,      | +0102 172,        | +0148 418,        | +0455 602,        | 18                        |
| 04    | Wilaya d'Oum El Bouaghi      | 12               | 29                 | 7 638          | +0229 872,        | +0305 717,        | +0621 612,        | 81                        |
| 05    | Wilaya de Batna              | 21               | 61                 | 12 192         | +0373 086,        | +0513 500,        | +1 119 791,       | 92                        |
| 06    | Wilaya de Béjaïa             | 19               | 52                 | +003 268,      | +0428 912,        | +0511 600,        | +0912 577,        | 279                       |
| 07    | Wilaya de Biskra             | 12               | 33                 | +020 986,      | +0212 894,        | +0329 912,        | +0721 356,        | 34                        |
| 08    | Wilaya de Béchar             | 12               | 21                 | +162 200,      | +0084 550,        | +0126 500,        | +0270 061,        | 1,7                       |
| 09    | Wilaya de Blida              | 10               | 25                 | +001 575,      | +0297 289,        | +0500 994,        | +1 002 937,       | 591                       |
| 10    | Wilaya de Bouira             | 12               | 45                 | +004 439,      | +0259 369,        | +0374 267,        | +0695 583,        | 157                       |
| 11    | Wilaya de Tamanrasset        | 7                | 10                 | +556 185,      | +0030 024,        | +0042 096,        | +0176 637,        | 0,32                      |
| 12    | Wilaya de Tébessa            | 12               | 28                 | +014 227,      | +0231 067,        | +0306 814,        | +0648 703,        | 46                        |
| 13    | Wilaya de Tlemcen            | 20               | 53                 | +009 061,      | +0413 947,        | +0535 807,        | +0949 135,        | 105                       |
| 14    | Wilaya de Tiaret             | 14               | 42                 | +020 673,      | +0315 829,        | +0407 330,        | +0846 823,        | 41                        |
| 15    | Wilaya de Tizi Ouzou         | 21               | 67                 | +002 956,      | +0523 632,        | +0701 976,        | +1 127 608,       | 316                       |
| 16    | Wilaya d'Alger               | 13               | 57                 | +001 190,      | +0994 751,        | +1 587 888,       | +2 988 145,       | 2 511                     |
| 17    | Wilaya de Djelfa             | 12               | 36                 | +066 415,      | +0241 849,        | +0332 535,        | +1 092 184,       | 46                        |
| 18    | Wilaya de Jijel              | 11               | 28                 | +002 577,      | +0238 119,        | +0342 535,        | +0636 948,        | 247                       |
| 19    | Wilaya de Sétif              | 20               | 60                 | +006 504,      | +0474 729,        | +0686 540,        | +1 489 979,       | 229                       |
| 20    | Wilaya de Saïda              | 6                | 16                 | +006 764,      | +0115 548,        | +0143 786,        | +0330 641,        | 49                        |
| 21    | Wilaya de Skikda             | 13               | 38                 | +004 026,      | +0325 071,        | +0466 932,        | +0898 680,        | 223                       |
| 22    | Wilaya de Sidi Bel Abbès     | 15               | 52                 | +009 096,      | +0251 255,        | +0321 890,        | +0604 744,        | 66                        |
| 23    | Wilaya de Annaba             | 6                | 12                 | +001 439,      | +0218 638,        | +0350 032,        | +0609 499,        | 424                       |
| 24    | Wilaya de Guelma             | 10               | 34                 | +004 101,      | +0220 161,        | +0276 998,        | +0482 430,        | 118                       |
| 25    | Wilaya de Constantine        | 6                | 12                 | +002 187,      | +0348 136,        | +0478 339,        | +0938 475,        | 427                       |
| 26    | Wilaya de Médéa              | 19               | 64                 | +008 866,      | +0363 794,        | +0475 847,        | +0819 932,        | 92                        |
| 27    | Wilaya de Mostaganem         | 10               | 32                 | +002 175,      | +0272 208,        | +0360 918,        | +0737 118,        | 325                       |
| 28    | Wilaya de M'Sila             | 15               | 47                 | +018 718,      | +0298 943,        | +0416 723,        | +0990 591,        | 53                        |
| 29    | Wilaya de Mascara            | 16               | 47                 | +005 941,      | +0312 601,        | +0407 663,        | +0784 073,        | 132                       |
| 30    | Wilaya de Ouargla            | 10               | 21                 | +211 980,      | +0121 391,        | +0197 332,        | +0558 558,        | 2,6                       |
| 31    | Wilaya d'Oran                | 9                | 26                 | +002 121,      | +0451 258,        | +0691 660,        | +1 454 078,       | 688                       |
| 32    | Wilaya d'El Bayadh           | 8                | 22                 | +078 870,      | +0071 413,        | +0114 794,        | +0228 624,        | 3,2                       |
| 33    | Wilaya d'Illizi              | 3                | 6                  | +285 000,      | +0010 757,        | +0012 078,        | +0052 333,        | 0,18                      |
| 34    | Wilaya de Bordj Bou Arreridj | 10               | 34                 | +004 115,      | +0231 063,        | +0309 303,        | +0628 475,        | 160                       |
| 35    | Wilaya de Boumerdès          | 9                | 32                 | +001 356,      | +0280 998,        | +0439 647,        | +0802 083,        | 504                       |
| 36    | Wilaya d'El Tarf             | 7                | 24                 | +003 339,      | +0123 624,        | +0193 497,        | +0408 414,        | 122                       |
| 37    | Wilaya de Tindouf            | 1                | 2                  | +159 000,      | +0004 500,        | +0007 417,        | +0049 149,        | 0,31                      |
| 38    | Wilaya de Tissemsilt         | 8                | 22                 | +003 152,      | +0132 910,        | +0264 240,        | +0294 476,        | 93                        |
| 39    | Wilaya d'El Oued             | 12               | 30                 | +054 573,      | +0169 026,        | +0259 947,        | +0647 548,        | 12                        |
| 40    | Wilaya de Khenchela          | 8                | 21                 | +009 811,      | +0128 619,        | +0189 026,        | +0386 683,        | 40                        |
| 41    | Wilaya de Souk Ahras         | 10               | 26                 | +004 541,      | +0172 988,        | +0225 669,        | +0438 127,        | 95                        |
| 42    | Wilaya de Tipaza             | 10               | 28                 | +001 605,      | +0284 365,        | +0450 598,        | +0591 010,        | 273                       |
| 43    | Wilaya de Mila               | 13               | 32                 | +003 407,      | +0303 174,        | +0378 655,        | +0766 886,        | 220                       |
| 44    | Wilaya de Aïn Defla          | 14               | 36                 | +004 891,      | +0282 138,        | +0391 437,        | +0766 013,        | 156                       |
| 45    | Wilaya de Naâma              | 7                | 12                 | +029 950,      | +0060 717,        | +0082 555,        | +0192 891,        | 6,5                       |
| 46    | Wilaya de Aïn Témouchent     | 8                | 28                 | +002 379,      | +0172 521,        | +0219 263,        | +0371 239,        | 156                       |
| 47    | Wilaya de Ghardaïa           | 9                | 13                 | +086 105,      | +0103 730,        | +0162 486,        | +0363 598,        | 4,2                       |
| 48    | Wilaya de Relizane           | 13               | 38                 | +004 870,      | +0292 674,        | +0368 512,        | +0726 180,        | 152                       |
| Total | Total                        | 547              | 1541               | +2 375 161,    | +12 022 000,      | +16 948 000,      | +34 080 030,      | 14                        |

### Récapitulatif des réaménagements de la réforme de 2019
Le tableau suivant donne la liste de chaque wilaya qui a vu son territoire modifié par le réforme de 2019, en précisant son nom, sa localisation sur la carte ici, sa localisation sur la carte actuelle des wilayas d'Algérie, le nom de la/des wilaya(s) déléguée(s) élevée(s) en wilaya à part entière, et leur localisation sur la carte.
| Wilaya      | Localisation sur la carte | Carte    | Nouvelles wilayas   | Carte |
| Tamanrasset | 11                        |          | In Guezzam          |       |
| Tamanrasset | 11                        | In Salah |                     |       |
| Adrar       | 1                         |          | Bordj Badji Mokhtar |       |
| Adrar       | 1                         | Timimoun |                     |       |
| Illizi      | 33                        |          | Djanet              |       |
| Ouargla     | 30                        |          | Touggourt           |       |
| Béchar      | 8                         |          | Beni Abbès          |       |
| Guardaia    | 47                        |          | El Meniaa           |       |
| El Oued     | 39                        |          | El M'Ghair          |       |
| Biskra      | 7                         |          | Ouled Djellal       |       |